# Real War
Real War là trò chơi máy tính thuộc thể loại chiến thuật thời gian thực về chiến tranh hiện đại do hãng Rival Interactive phát triển và Simon & Schuster phát hành vào ngày 24 tháng 9 năm 2001.
Lấy bối cảnh chính về cuộc chiến chống khủng bố giữa quân đội Mỹ (USA) và lực lượng phiến quân mang tên Quân Giải phóng Độc lập gọi tắt là ILA. Real War được phát triển dựa trên ý tưởng sau sự kiện ngày 11 tháng 9 vừa xảy ra chỉ ít lâu sau khi game phát hành.

## Cách chơi
Cách chơi của game tương tự như một số game chiến thuật khác như Age of Empires, StarCraft và Submarine Titans. Khởi đầu game người chơi sẽ được cung cấp sẵn một sở chỉ huy chính và một số tiền nhất định. Nhiệm vụ còn lại của người chơi là xây dựng các trung tâm chỉ huy của hải lục không quân, kho chứa, nhà máy điện và một số công trình đặc biệt khác như trung tâm vệ tinh. Sau đó người chơi chỉ việc mua các đơn vị quân đội (hải lục không quân) và tấn công, tiêu diệt quân đội và căn cứ của đối phương để giành chiến thắng.
Phần chơi chiến dịch của game có tất cả 12 tuyến nhiệm vụ và hàng tá bản đồ của phần chơi skirmish (giao tranh). Chế độ chơi mạng chỉ hỗ trợ tối đa 4 người chơi cùng lúc.

## Các phiên bản của game
- Joint Forces Employment – Là phiên bản gốc mà Real War dựa trên nền tảng đó do quân đội Mỹ phát triển. Được phát hành vào ngày 17 tháng 5 năm 2000 và chỉ dành riêng cho giới quân sự. Game có một chút khác biệt nhỏ về giao diện và điều chỉnh về chiến thuật, (Ví dụ như, đơn vị MLRS trong JFE có tầm bắn xa hơn Real War), ngoài chút khác biệt đó ra, phần còn lại hầu như giống hệt nhau với bản game Real War cho thị trường dân sự.[4][5]
- Real War: Air, Land, Sea – Là phiên bản mở rộng độc lập tiếp theo của Real War, có bổ sung thêm các đơn vị quân, công trình, nhiệm vụ mới và sửa những lỗi khác xuất hiện từ phiên bản đầu.[6]
- Real War: Rogue States– Tương tự như Real War: Air, Land, Sea cũng là một phiên bản mở rộng độc lập với nhiều bổ sung mới.[7]
- Real War: Edición especial Rebelión en Rusia - Là phiên bản mở rộng độc lập khác, chỉ được phát hành duy nhất tại Tây Ban Nha.[8]